# Storia di Marino nel XIX secolo
La fine dell'occupazione napoleonica del Lazio ed il ritorno di papa Pio VII a Roma possono dare inizio alla storia di Marino nell'età contemporanea: in questo periodo Marino vive il cambiamento epocale dell'eversione della feudalità (1816), dell'elevazione a Città (1835) e sede di Governo (1831), oltre all'annessione al Regno d'Italia (1870).
L'ultimo trentennio dell'Ottocento è caratterizzato da una forte ventata di anticlericalismo, reazione al secolare dominio temporale della Chiesa cattolica: la reazione cattolica arriverà solo a partire dagli anni dieci, con figure dello spessore di monsignor Guglielmo Grassi e Zaccaria Negroni.

## Dalla "prima Restaurazione" alla seconda Repubblica romana

### Da Pio VII a Leone XII (1814-1831)

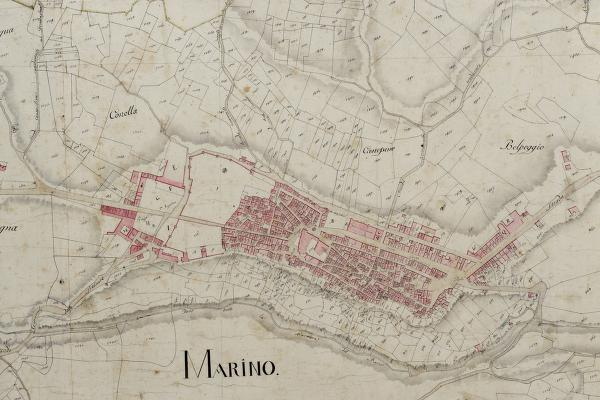
La mappa di Marino nel catasto Gregoriano, il primo vero catasto dello Stato Pontificio, completato nel 1835 e realizzato dalla Congregazione del Censo.

Il 24 maggio 1814 papa Pio VII rientrava a Roma dopo la lunga parentesi della dominazione napoleonica. Immediatamente, le potenze europee restituirono al potere pontificio Roma, il Lazio e l'Umbria: questi territori vennero chiamati "di prima recupera". Nell'estate 1815, il segretario di Stato cardinale Ercole Consalvi ottenne dal Congresso di Vienna la restituzione della Romagna, delle Marche e di Pontecorvo, che vennero così chiamati "territori di seconda recupera".
Il 6 luglio 1816 Pio VII emana il motu proprio "Quando per ammirabile disposizione sulla organizzazione dell'amministrazione pubblica". Lo Stato della Chiesa viene ripartito in Delegazioni, a cui erano sottoposti Governi "di primo ordine" -anche detti "distrettuali"- e "di secondo ordine". Nei territori "di seconda recupera" era confermato l'abbattimento del sistema feudale, come da quanto stabilito in epoca napoleonica, mentre nei territori "di prima" -tra cui Roma ed il Lazio- la feudalità venne semplicemente scoraggiata: difatti il carico dell'amministrazione di ogni feudo gravava interamente sul suo feudatario, e se il luogo infeudato era di grandi dimensioni diveniva poco conveniente per i feudatari mantenerne il possesso. Fu così che molti feudatari rinunciarono al secolare dominio feudale sui propri feudi, conservandovi tuttavia ogni proprietà. I "luoghi baronali" in tutto lo Stato della Chiesa si ridussero in pochi anni da 263 a 72.
Anche il principe Filippo III Colonna rinunciò al dominio feudale su Marino, che si costituì in Comune e probabilmente aggregato temporaneamente al Governo "di seconda" di Albano Laziale. Alla morte di Filippo Colonna, nel 1818, l'eredità venne fideicommisariata al cardinale Agostino Rivarola, mentre si risolvevano le complicate questioni ereditarie tra le figlie femmine del principe. Gli ingenti beni dei Colonna a Marino alla fine vennero assegnati al principe Aspreno Colonna-Doria-Del Carretto (1787-1847), che fu talvolta presente nelle assemblee pubbliche locali. Alla morte di questi, subentrò nella proprietà dei beni il principe Giovanni Andrea (1820-1894), che iniziò a svendere le proprietà di famiglia; alla morte di questi, subentrò il principe Marcantonio Colonna (1844-1912), e infine le due figlie di quest'ultimo Isabella (1879-1957) e Vittoria (1880-1954) che terminarono l'opera di liquidazione del patrimonio Colonna a Marino, vendendo al Comune Palazzo Colonna e il Barco Colonna nel 1916.
Il Santuario di Santa Maria dell'Acquasanta venne decorato nel 1819 con l'aggiunta del pronao in peperino, opera progettata dall'architetto Matteo Lovatti. Il committente dell'opera fu il canonico Francesco Fumasoni.
Tra il 1821 ed il 1822 Massimo d'Azeglio, nel corso dei suoi lunghi viaggi per l'Italia, giunse a Marino alloggiandosi presso la locanda situata nell'attuale piazza Giacomo Matteotti:
(Massimo d'Azeglio, I miei ricordi, cap. XXIV p. 355.)
Del periodo marinese, il D'Azeglio ci lascia la bella descrizione del sor Checco Tozzi, singolare personaggio, di sua moglie sora Maria e della loro unica figlia Nina, sposa al sor Virginio Maldura. Inoltre, lo scrittore piemontese fornisce anche una vivace descrizione dell'esuberanza dei marinesi:
(Massimo d'Azeglio, I miei ricordi, cap. XXIV p. 369.)
L'archeologo Giuseppe Tambroni, avvalendosi dell'aiuto del cavalier Vincenzo Colonna, nel 1823 avviò alcuni scavi archeologici presso le frazioni di Frattocchie e Due Santi, ed individuò i resti dell'area monumentale dell'antica città di Bovillae: il ritrovamento più clamoroso fu quello del circo, uno dei più vasti di Roma. Gli scavi andarono avanti con ottimi esiti fino al 1825.
In un documento del 1824 conservato presso l'Archivio di Stato di Roma compare lo stemma comunale dell'epoca: come nelle raffigurazioni precedenti, compare una figura umana con in mano una bandiera su un cavallo al galoppo. Attorno alla figura, gira la scritta "Comunitas Mareni".
Il 12 agosto 1828 papa Leone XII concesse, tramite Breve apostolico, l'uso della cappa magna ai canonici regolari della Basilica di San Barnaba, con le seguenti motivazioni:
(Papa Leone XII, Breve apostolico 12 agosto 1828.)

### Il pontificato di Gregorio XVI (1831-1846)
Durante il pontificato di papa Gregorio XVI, Marino venne abbondantemente beneficata da questo pontefice, che molto spesso durante le sue villeggiature estive ed autunnali a Castel Gandolfo si recava in città per visitare il cardinale Mario Mattei, protettore della città, che risiedeva presso la seicentesca Villa Colonna di Belpoggio. La prima visita a Marino fatta da Papa di Gregorio XVI -già vi era stato in precedenza, sia da cardinale che da semplice monaco- avvenne l'8 ottobre 1831; l'ultima il 3 ottobre 1844, due anni prima della morte del pontefice che i marinesi compiansero sentitamente.

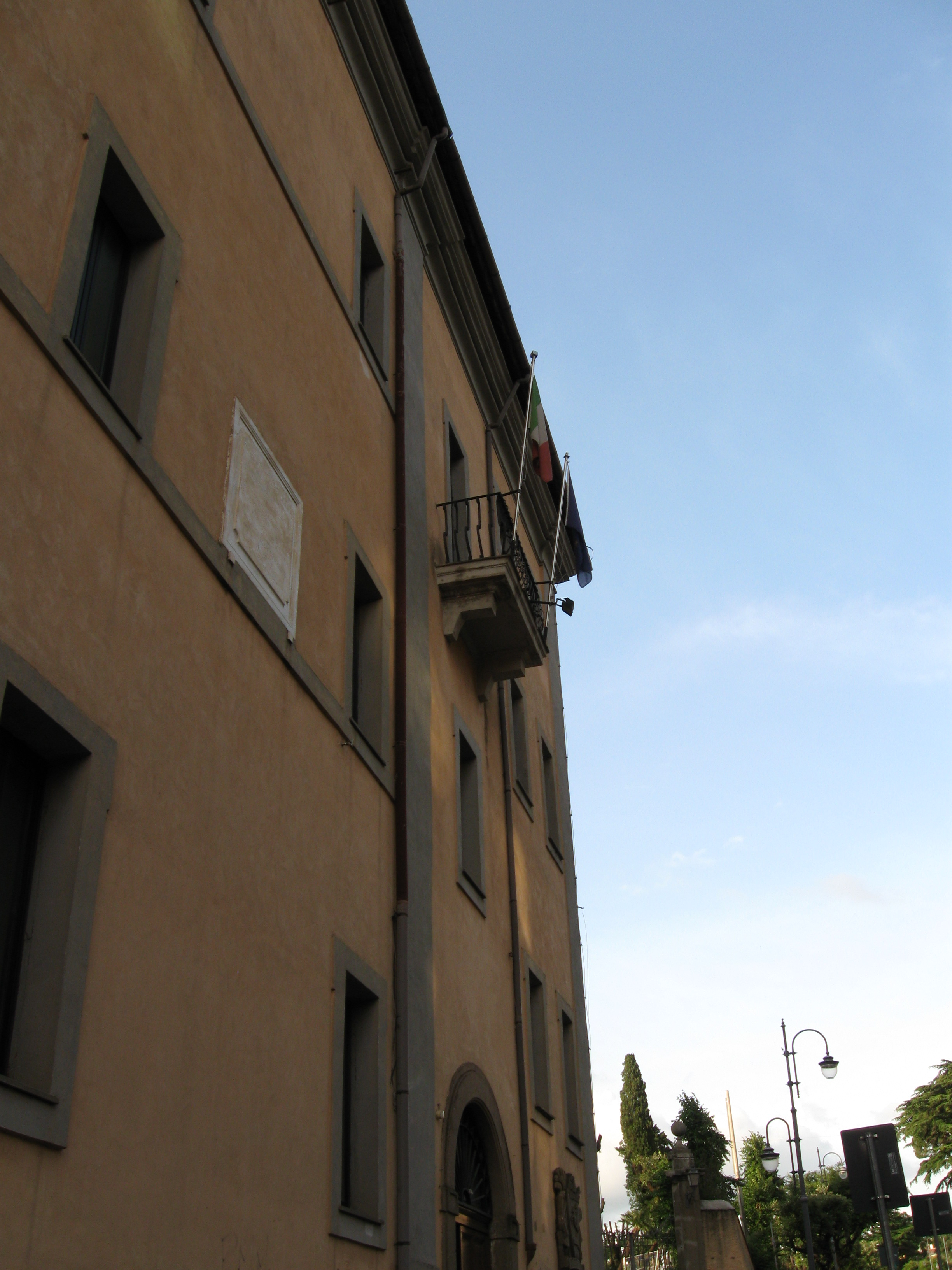
L'edificio dell'Istituto Statale d'Arte Paolo Mercuri, anticamente sede del collegio dei Padri Dottrinari.

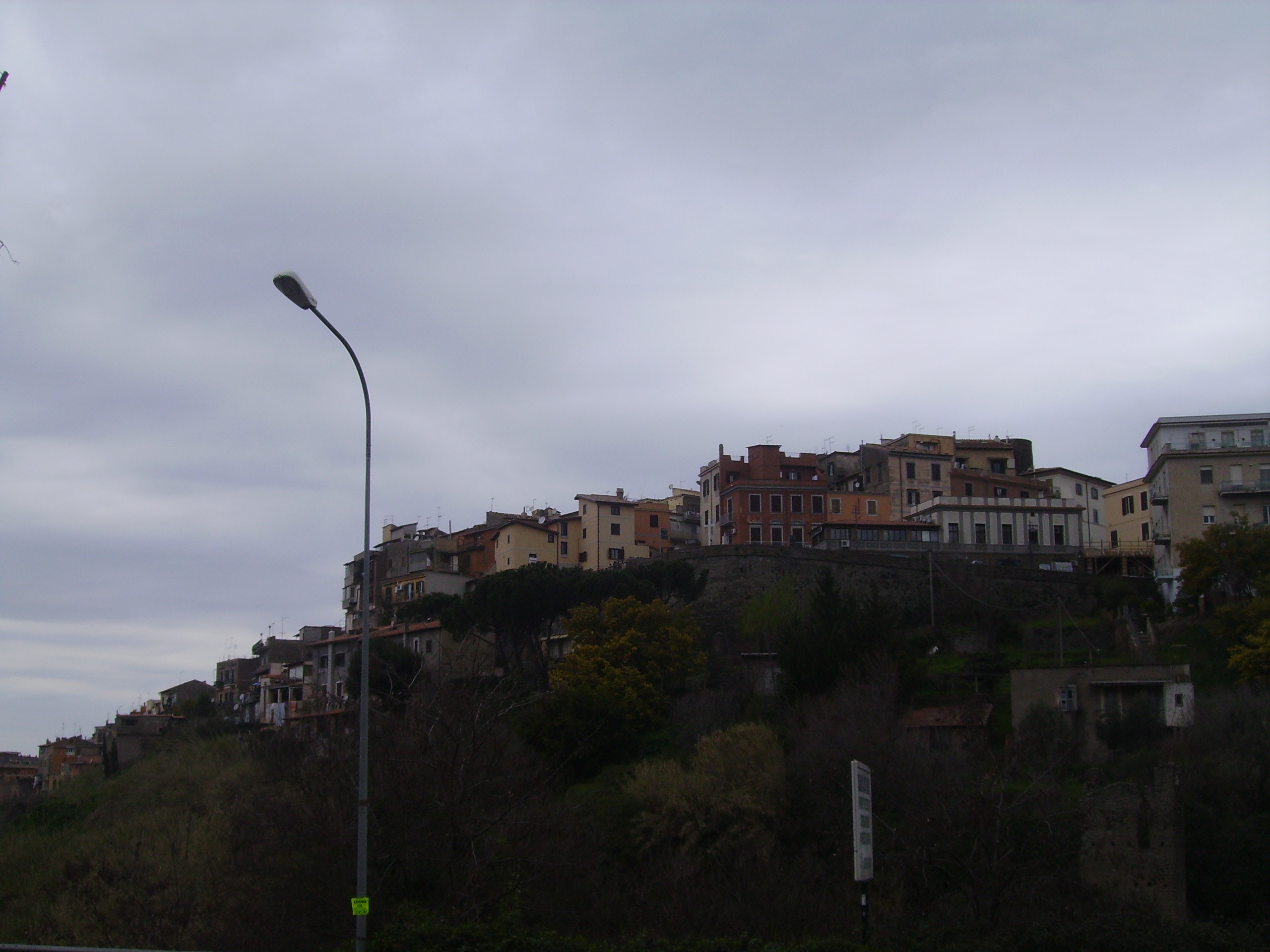
La parte finale del "Ponte Gregoriano" vista dallo Stadio Comunale Domenico Fiore.

Nel 1831 fu papa Gregorio XVI ad elevare nuovamente Marino a sede di Governo, dietro richiesta della Comune stessa nella persona dell'allora priore in carica Cesareo Paiella. Il provvedimento più importante preso da Gregorio XVI in favore di Marino è senza dubbio l'elevazione al grado di Città avvenuto tramite il Breve apostolico In more institutoque Romanorum Pontificum dato in Roma il 3 luglio 1835: sono concessi tutti i privilegi connessi al titolo di Città, fermo restando l'obbedienza alla sede suburbicaria di Albano. Assieme al titolo di città, viene fondato a Marino un collegio di Padri della Dottrina Cristiana per l'educazione secondaria della gioventù, con sede presso la Chiesa della Santissima Trinità: tale collegio, sostenuto dalla Comune, rimase attivo fino al dicembre 1870. Il 17 novembre 1843 tramite Breve apostolico Gregorio XVI concesse ai canonici e all'abate parroco della Basilica di San Barnaba l'uso del collare di seta paonazza.
Negli anni Trenta dell'Ottocento, per volere di papa Gregorio XVI, la Congregazione del Buono Governo realizzò una nuova strada d'accesso alla città provenendo da Castel Gandolfo, in sostituzione dell'antico tracciato che era in fortissima pendenza. La nuova strada dopo aver superato la marana delle Pietrare con un basso viadotto saliva verso l'attuale piazza Giacomo Matteotti con un grande terrapieno, addolcendo così il forte dislivello del terreno: venne chiamato dai marinesi "Ponte Gregoriano" -'u Ponte in dialetto marinese- in memoria del Papa regnante.
Il 14 luglio 1837 in seduta di Consiglio comunale venne stabilita la decisione di vietare il transito, per mezzo di una catena tesa in mezzo alla strada, ai carri provenienti da Rocca di Papa lungo l'attuale via di Capo d'Acqua, tra le località San Rocco e Capo Croce. Questa deliberazione venne presa in seguito alla constatazione che la strada era stata molto rovinata dal continuo transito di carri pesanti provenienti in massima parte dalla confinante Rocca di Papa.
Tra il 1837 ed il 1838 nell'area romana si sviluppò un'epidemia di colera. Il Consiglio comunale del 12 agosto 1838 prese decisioni urgenti in merito ad un possibile sviluppo dell'epidemia a Marino, secondo quanto suggerito dal Supremo Tribunale di Sanità: vennero stanziati 500 scudi per allestire un ospedale sanitario, "non essendo ammessa la requisizione dei letti biancheria e sovvenzioni pecuniarie dei luoghi pii e delle famiglie agiate per antistare alle spese correnti"; inoltre, venne considerato di chiamare un secondo medico in città in caso di sviluppo dell'epidemia; e infine, venne stabilito opportuno individuare un luogo in cui seppellire gli eventuali morti in seguito all'epidemia. Alla fine dell'epidemia, visto che il colera non aveva mietuto vittime in città la popolazione marinese dedicò lo scampato pericolo alla Madonna del Popolo, miracolosa immagine conservata presso la Basilica di San Barnaba: in seduta di Consiglio comunale del 3 ottobre 1838 venne decretato il dono di una lampada d'argento che la Confraternita del Santissimo Rosario doveva accendere davanti all'immagine sacra.
Nell'autunno 1841 una tromba d'aria -definita "turbine" o "scirocco" negli atti d'epoca- sconquassa alcune zone del territorio comunale: il Consiglio comunale nella seduta del 15 novembre 1841 vota una sovvenzione per ripristinare il tetto del convento di Santa Maria ad Nives di Palazzolo, nella somma di 20 scudi. Nella stessa seduta consiliare, vennero anche decretati lavori urgenti al tetto del Collegio dei Padri Dottrinari adiacente alla Chiesa della Santissima Trinità, per il costo di scudi 19.64.
Nel 1842 l'architetto Giacomo Aloisi progettò e realizzò una nuova residenza governativa con carceri, probabilmente ubicata davanti a Palazzo Colonna con affaccio sull'attuale piazza della Repubblica. Il cardinale Antonio Pallotta in seguito fece costruire davanti all'edificio delle carceri la Chiesa di Sant'Antonio da Padova, a maggior comodo dei detenuti.

## Dalla "seconda Restaurazione" alla presa di Roma (1849-1870)
Nel 1850 nella vigna Soldini in località Santissimi Apostoli vennero rinvenute diverse iscrizioni sepolcrali pagane, situate in un luogo verosimilmente concesso dai decurioni di Castrimoenium per la sepoltura.
Il 25 settembre 1852 il principe Giovanni Andrea Colonna concesse a Giovan Battista Guidi di compiere alcune ricerche archeologiche nei terreni di proprietà della famiglia Colonna situati in località Casa Rossa, presso la frazione di Due Santi: emersero avanzi di una villa, una statua virile marmorea ed altri reperti.
Nel 1853, regnante papa Pio IX, un gruppo di storici, archeologi e studiosi composto da Ennio Quirino Visconti, Antonio Canova, Carlo Fea, Antonio Nibby, Luigi Canina e Giovanni Battista de Rossi curò la sistemazione archeologica secondo criteri moderni di tutto il tracciato della via Appia Antica da Porta San Sebastiano alle Frattocchie, per una lunghezza di quasi undici miglia. Nello stesso anno Domenico Zoffoli, all'interno della propria vigna in località Mura dei Francesi, oggi pieno centro abitato di Ciampino, rinvenne un'ara pagana in peperino appartenente ad un sacello di età imperiale ed una lapide sepolcrale pagana; nel 1861, nella stessa vigna ancora Domenico Zoffoli trovò alcuni ruderi riconducibili ad una chiesa medioevale con pavimento formato da iscrizioni sepolcrali pagane e cristiane riconducibili alla famiglia dei Valerii Messallae.
Nel settembre 1870, per Marino transitò una colonna di bersaglieri provenienti da Frosinone e diretti a Roma per la presa di Porta Pia (20 settembre 1870): vennero accolti festosamente dalla popolazione.

## L'Italia unita

### Gli anni Settanta

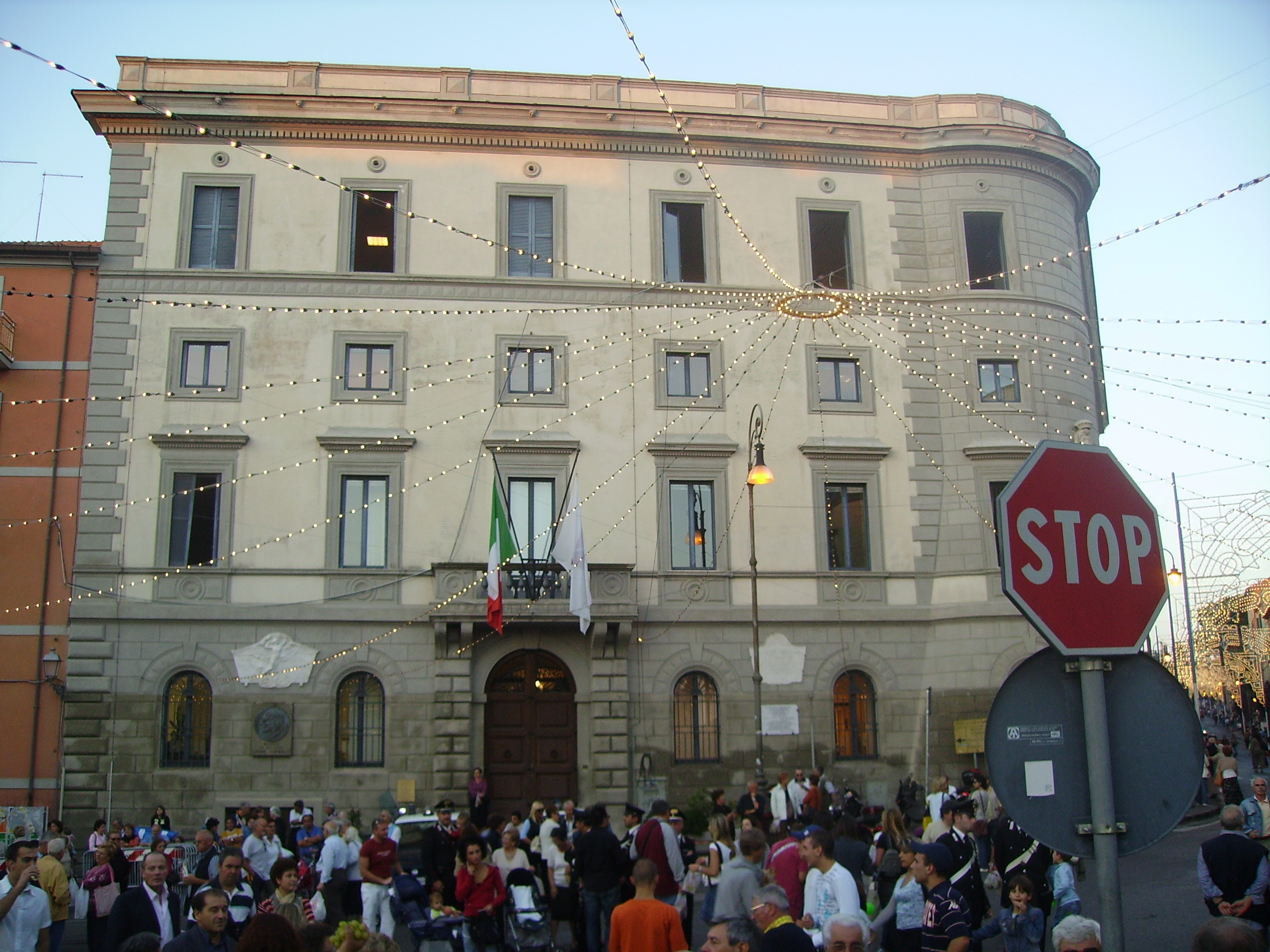
Palazzo Matteotti, residenza municipale dal 1884 al 1918 e dal 1944 al 1964.

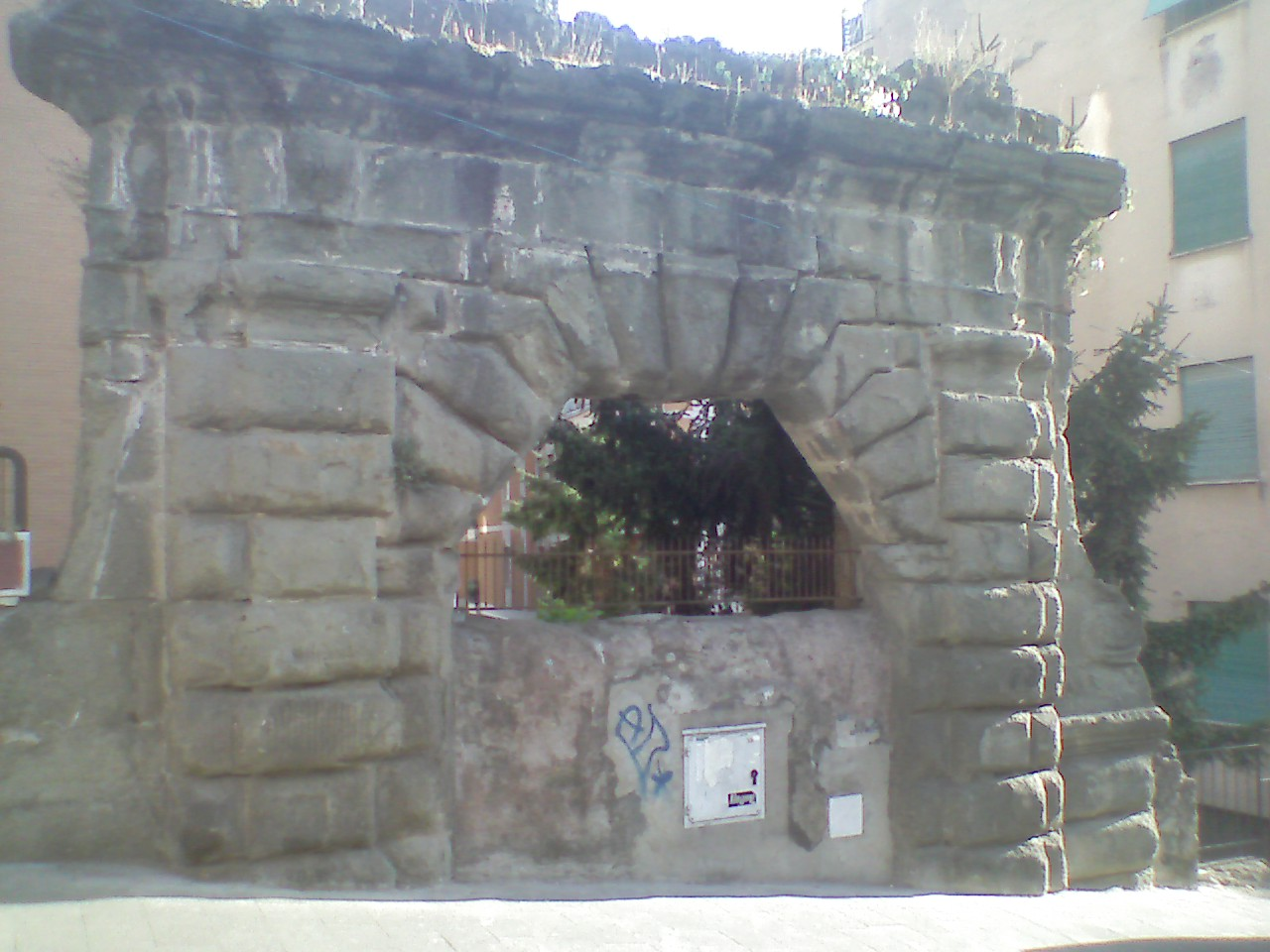
Uno dei due archi d'accesso ai cinquecenteschi Giardini Colonna in via Costa Batocchi, tra le moderne palazzine del secondo dopoguerra.

Il primo Consiglio comunale postunitario si tenne il 24 novembre 1870. In quella seduta, oltre all'elezione dei membri della Giunta presieduta dal sindaco Cesare Campegiani e a decisioni di ordinaria amministrazione, si formalizzò il rifiuto da parte delle Maestre Pie Venerini e dei padri dottrinari a continuare l'attività scolastica pubblica, probabilmente come forma di boicottaggio al nuovo Stato italiano che sorgeva sulle macerie del potere temporale del papa-re. Il Consiglio formalizzò la fine dell'attribuzione dell'istruzione pubblica ai due ordini religiosi nella successiva seduta del 21 dicembre.
D'altro canto i conventi marinesi subirono l'attuazione al Lazio delle leggi sabaude di soppressione degli ordini religiosi contemplativi e di eliminazione dell'asse ecclesiastico: i dottrinari furono scacciati dal loro grande convento addirittura per via legale, gli agostiniani lasciarono la città nel 1874, mentre le Maestre Pie continuarono ad esercitare l'attività scolastica a dispetto delle novità burrascose. Il consigliere comunale cattolico e storico locale Girolamo Torquati nel 1876 arrivò a chiedere la reintegrazione del locale Istituto delle Maestre Pie Venerini come scuola pubblica comunale, alla fine approvata dal Consiglio.
L'anno seguente l'amministrazione si occupò di istruzione pubblica disponendo l'apertura di un asilo infantile, di corsi estivi per gli adulti e di un Corso di formazione tecnico-professionale, evoluto nella Scuola tecnica di formazione professionale (1873), chiusa già nel 1874. Fu istituita una banda musicale comunale, che subirà alterni scioglimenti e riunioni negli anni seguenti, e si costituisce una società filodrammatica che si dota di una propria, modesta sala teatrale.
Risale al 1871 una delibera per cui il Comune, su proposta del farmacista Onofrio Perrucca, si accolla il 30% del costo dei farmaci per i poveri: una sorta di stato sociale ante litteram. L'anno seguente, con delibera n° 44 del 27 maggio 1872, la Giunta accorda il sostegno economico comunale alla locale Congregazione di carità, l'ente assistenziale che si occupava tra l'altro della gestione dell'ospedale e che fu soppresso solo nel 1937 con l'istituzione dell'Ente comunale di assistenza (ECA).
Nel 1873 risultavano iscritti alle liste elettorali 387 marinesi.
Il Consiglio comunale si rinnovò l'anno seguente, e diventò sindaco Luigi Armati. Fu lui a condurre i preparativi per la visita di Giuseppe Garibaldi a Marino, avvenuta il 6 giugno 1875: la Giunta deliberò di stanziare per l'accoglienza del Generale 297 lire. La massiccia comunità repubblicana marinese accolse festosamente l'Eroe, che ebbe intitolato a suo nome una via, una piazza e l'intero sobborgo di Borgo delle Grazie ad essa circostante, oggi noto come quartiere Borgo Garibaldi.
Nel 1876 venne aperto un ufficio telegrafico di terza classe.
Nello stesso anno, venne proibito il gioco della ruzzola per le strade dell'abitato: il risultato fu che i ragazzi spostarono ai margini dell'abitato i loro giochi.
Nel 1877 il nuovo sindaco Sigismondo Zelinotti pose le basi per la successiva espansione urbanistica del centro storico. Il Comune infatti si accollò un fido bancario negoziato con la Cassa Depositi e Prestiti per l'acquisto di aree da rendere edificabili in località San Rocco e a "For de Porta". Il sindaco in particolare supplicò il principe Andrea Colonna di acconsentire alla vendita ad equo prezzo dei decaduti Giardini Colonna (lettera del 16 ottobre 1877). In quell'area, storico accesso all'abitato da Roma, all'epoca si ipotizzò di realizzare una nuova strada comunale (oggi viale Massimo d'Azeglio) meno in pendenza di quella cinquecentesca che attraversava i Giardini Colonna (l'attuale via Costa Batocchi), e di collocarvi il nuovo mattatoio. Quest'ultimo fu in seguito collocato più a valle, all'inizio dell'attuale via Giuseppe Garibaldi, nel 1886.
Nel frattempo, nel 1879 l'amministrazione avviò anche la costruzione di una nuova residenza municipale, in un edificio oggi noto come Palazzo Matteotti, dall'ultima intitolazione della piazza antistante al deputato antifascista. Il palazzo, dopo alcuni ritardi nei lavori dovuti all'impresa aggiudicatrice della costruzione, fu completato nel 1884.

### Gli anni Ottanta

Arrivo del treno alla stazione di Marino Laziale (1906)

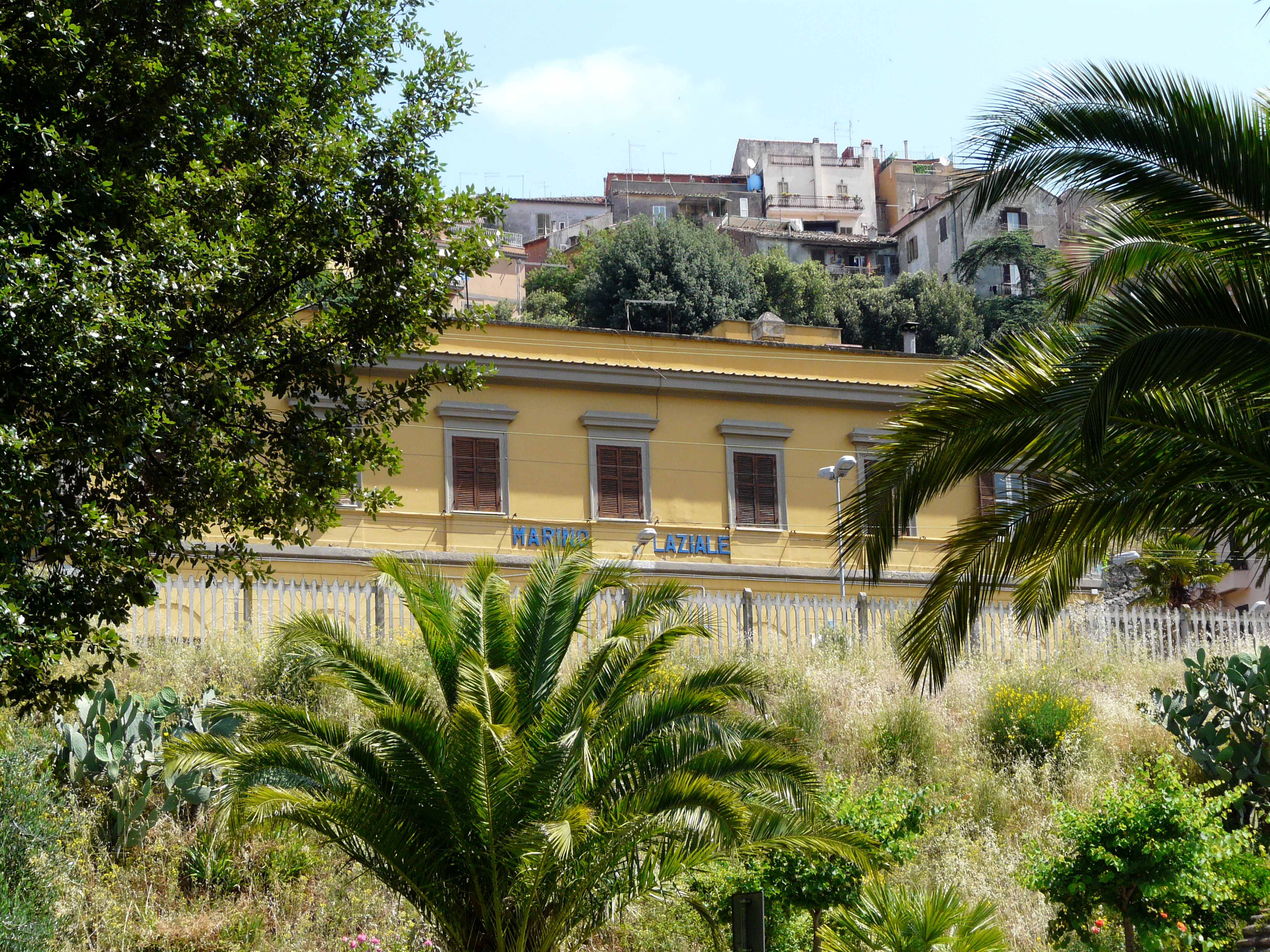
Uno scorcio della stazione di Marino

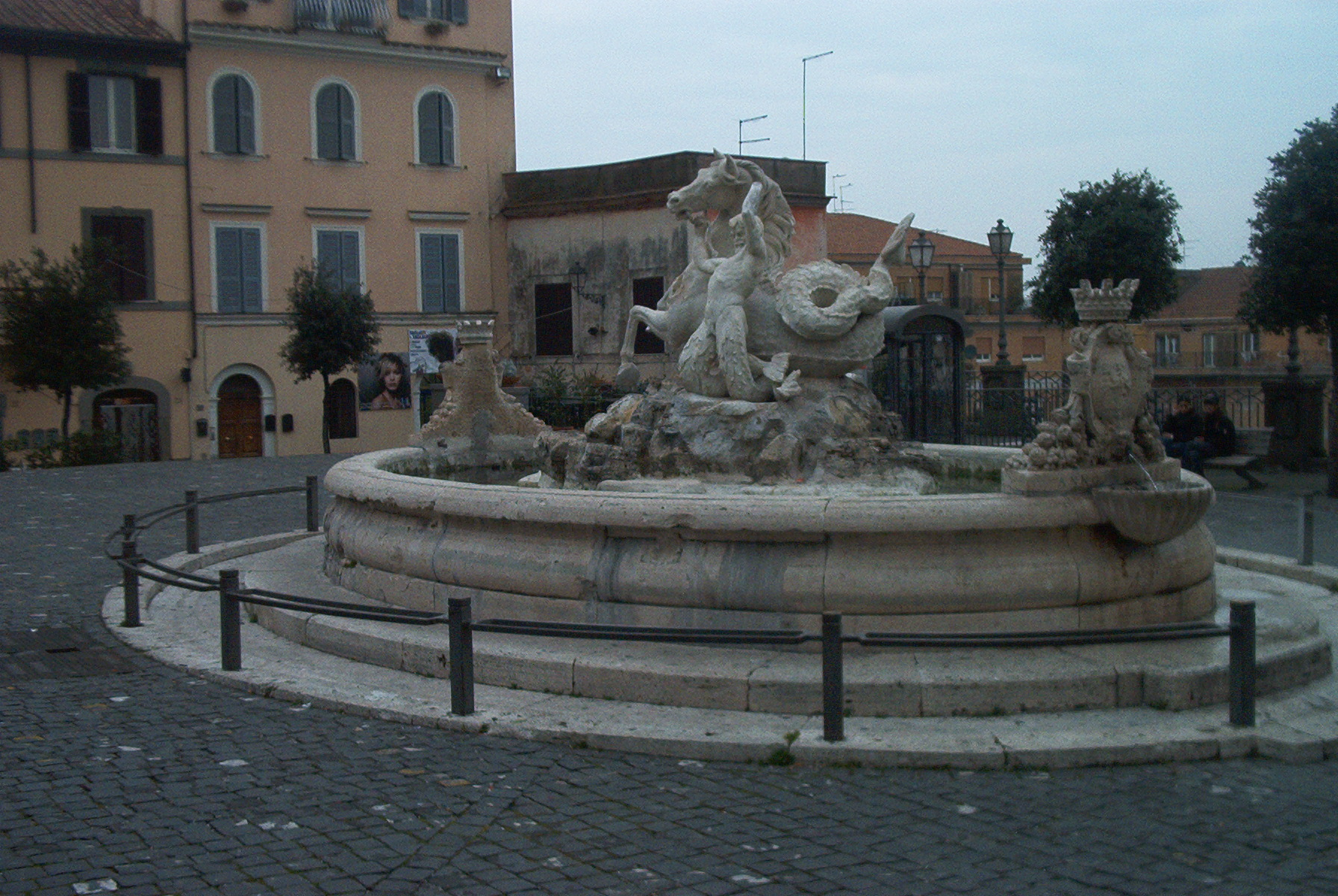
La fontana del Tritone in piazza San Barnaba, opera dello scultore siciliano Michele Tripisciano (1889)

Poiché l'idea di una ferrovia dei Castelli Romani da Frascati a Genzano di Roma, partorita nel 1875, sembrava non arrivare a realizzazione, nel gennaio 1880 il Consiglio comunale approvò per conto proprio la costruzione di una linea ferroviaria tra Marino e la stazione di Ciampino, già servita dalle linee Roma-Frascati e Roma-Velletri, inaugurate sotto il pontificato di Pio IX.
Si trattava in realtà di una ferrovia leggera, un "tramway", come si amò chiamarlo all'epoca: I convogli, trainati da locomotive a vapore Carels, erano composti da tre vagoni e non superavano i 18 km/h di velocità. La stazione di testa venne collocata lungo la via Romana, oggi via Cesare Colizza. Tuttavia fu subito palese che la pendenza era eccessiva: lo stesso giorno dell'inaugurazione, il 31 ottobre 1880, gli illustri ospiti intervenuti rimasero a piedi a metà strada, poterono proseguire dopo una sosta di dieci minuti.
Durante i lavori di costruzione della linea vennero individuati i ruderi di una villa romana in località Marcandreola, oggi in comune di Ciampino. La villa fu scavata nel 1884 dall'archeologo Luigi Boccanera ed attribuita a Quinto Voconio Pollione. Nelle strutture della villa fu rinvenuto materiale artistico di notevole interesse come l'Apollo Pizio che fa mostra di sé nel cortile di Palazzo Valentini, sede istituzionale della Provincia di Roma, o i pezzi conservati al Badisches Landesmuseum di Karlsruhe, in Germania.
Nel 1883 venne istituito il Corpo comunale dei pompieri. Il corpo sarà ufficialmente costituito l'8 ottobre 1891.
Nel febbraio 1884 il sindaco uscente Zelinotti concesse al costruttore Vittorio Emanuele Sigismondi di edificare su 98.000 metri2 di terreni acquistati qualche anno prima dal Comune, a San Rocco e presso la nuova stazione del "tramway". In cambio, il costruttore avrebbe dovuto realizzare un teatro da 400 posti.
A servizio della nuova urbanizzazione di "For de Porta", in quello stesso anno il nuovo sindaco Ludovico Capri deliberò la realizzazione del lavatoio di Borgo Garibaldi su via Romana: questa struttura venne integrata da un abbeveratoio su strada nel 1896. Nel secondo dopoguerra il fontanile venne demolito e spostato pochi metri più in là per sopravvenuti problemi strutturali; l'abbeveratoio invece è stato recentemente restaurato.
Un altro fontanile-abbeveratoio viene costruito nel 1886 vicino a porta Romana, nell'area dell'attuale ufficio postale, in sostituzione di un abbeveratoio prossimo alla fontana dei Quattro Mori, che venne giudicato pericoloso ed ingombrante: questo secondo abbeveratoio è stato distrutto nel secondo dopoguerra, in concomitanza con la costruzione del moderno edificio della cosiddetta "galleria del Paradiso".
Infine, nello stesso anno la Giunta ordinò di realizzare una copertura allo storico fontanile d'Ammonte nel quartiere Acquasanta, tutt'oggi esistente, anche se abbandonato.
Tra il 1886 ed il 1887 fu completata la costruzione del nuovo mattatoio comunale, "For de Mura" in via Giuseppe Garibaldi.
Il 19 gennaio 1888 fu deliberata dal Consiglio comunale la demolizione del tratto settentrionale delle mura di Marino, compreso tra porta Romana e porta Giordana, per l'allargamento della nuova strada comunale (viale Massimo d'Azeglio). Il 22 aprile di quello stesso anno il sindaco Ludovico Capri propose l'ulteriore demolizione della trecentesca porta Giordana per allargare lo sbocco di via Paolo Mercuri, già allora importante arteria di traffico.
Nel 1889 furono terminati i lavori della nuova ferrovia Roma-Albano, il cui tracciato è ancora in funzione: essa supera la pendenza con un largo giro che parte dalla stazione di Pantanella attraverso la località Castel de' Paolis e poi su un imponente ponte a sei archi sopra la cosiddetta Valle dei Morti, popolarmente noto come "i Sei Ponti di Marino". Poi la ferrovia taglia la vecchia linea del "tramway" ed arriva sotto Marino, nel quartiere Cave di Peperino. Quindi i binari entrano nel cratere del lago Albano con un traforo, ne costeggiano la riva occidentale (dismessa stazione dei Villini, stazione di Castel Gandolfo) e riescono con un altro traforo sulla via Appia (stazione di Albano Villetta), prima di toccare la stazione di testa, Albano Laziale.
La nuova stazione di Marino Laziale si trovava così lontana dall'abitato, ma vicina alle cave di peperino, fatto che agevolò notevolmente il trasporto di questo materiale. Per il collegamento con il centro di Marino si provvide realizzando la scalinata della stazione e la via omonima, che arriva a Borgo Garibaldi. Il progetto di queste importanti opere pubbliche risale al 1888, ma la realizzazione, causa mancanza fondi, fu rimandata fino al 1895. Con l'apertura della nuova strada fu anche istituito un servizio regolare di omnibus a tariffa per Marino e le altre località dei Castelli.
Nello stesso anno 1889 il sindaco Capri fece anche approvare la costruzione di due nuove fontane monumentali, quella del Tritone in piazza San Barnaba, opera di Michele Tripisciano, ed una fontana berniniana in piazza Giacomo Matteotti, smontata in occasione del passaggio della linea tranviaria e mai più ricollocata. Inoltre fu dato incarico alla Società Italiana per Condotte d'Acqua di allacciare queste fontane, ed altre 17 nuove fontanelle di ghisa, all'acqua della sorgente del Barco Colonna (usata ancora oggi). Emerse contestualmente una questione con il principe Colonna sulla proprietà della seicentesca fontana dei Quattro Mori, che per il principe spettava alla sua famiglia, mentre il Comune dimostrò, carte alla mano, che era stata pagata dall'allora Comunità marinese.

### Gli anni Novanta

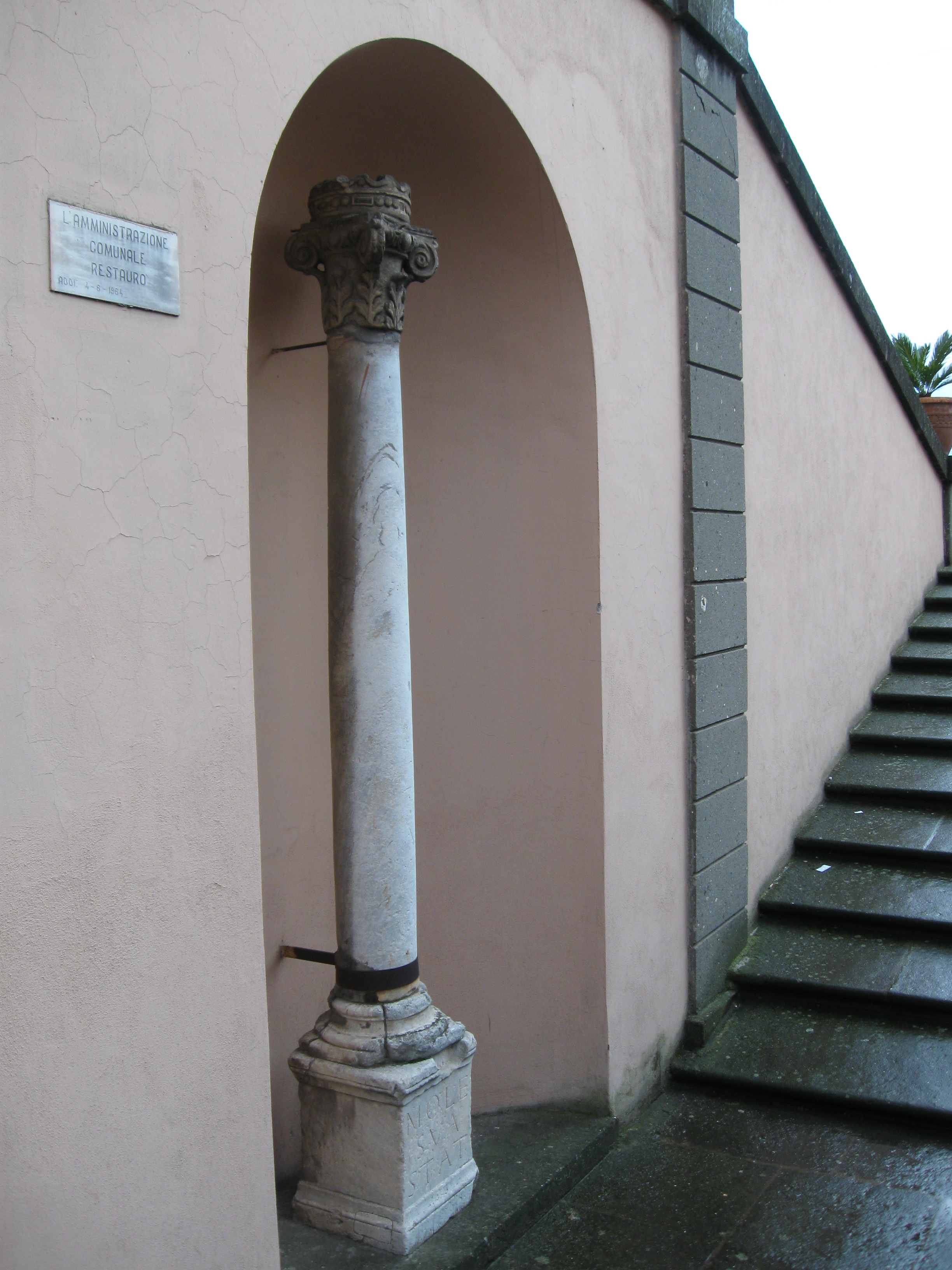
La colonna antica sistemata nella scalinata di Palazzo Colonna. Il nobile edificio, nell'Ottocento ancora di proprietà dei Colonna, venne tuttavia ampiamente usato come sede di rappresentanza del Comune per ricevimenti ed eventi mondani.

Il decennio si aprì con l'elezione a sindaco di Salvatore Di Marco. La nuova legge elettorale italiana del 1882 aveva intanto esteso il diritto di voto: dagli atti conservati presso l'Archivio storico comunale si riscontra che gli elettori nel 1890 erano 1200, nel 1892 1114.
La nuova Giunta prese l'iniziativa di far risistemare via delle Pietrare, l'antica via d'accesso al centro storico dalle cave di peperino, all'epoca unico collegamento con la stazione ferroviaria appena inaugurata. Fu anche ricostituita la Banda musicale comunale, dotata di un proprio regolamento.
Sempre nel 1890, una società britannica, la Continental Concessions Sindicate, manifestò il proprio interesse a realizzare un collegamento tranviario tra Marino e Frascati. L'idea sarebbe stata in seguito raccolta dalla società francese Compagnie française Thomson-Houston (affiliata alla Thomson-Houston Electric Company statunitense), che avrebbe dato vita alla storia delle tranvie dei Castelli Romani.
Il 5 agosto 1892 diventò sindaco di Marino per la prima volta Marco Bellucci, un repubblicano che avrebbe segnato un trentennio di vita politica marinese. Una delle sue prime iniziative è quella di assistere le popolazioni di Genzano e Lanuvio colpite dai danni di un terremoto inviando 300 lire di aiuti a quei Comuni.
Il 21 giugno 1896 Marino ospita il I congresso regionale del Partito Socialista Italiano, a cui partecipano dieci circoli: Albano, Frascati, Genzano, Ariccia, Castel Gandolfo, Velletri, Marino, Zagarolo, Civitavecchia ed ovviamente Roma. È un importante mappa del socialismo laziale appena uscito dalla clandestinità. Tra l'altro di lì a poco sarebbero incominciate le agitazioni contadine che attraversarono tutti i Castelli Romani fino all'avvento del fascismo: nel 1898 una delle prime invasioni di terre avvenne proprio a Marino, ai danni delle terre dei Colonna, le quali vennero quindi affittate dal Comune per subaffittarle ai contadini bisognosi. La cosa sarebbe stata peraltro rinfacciata dagli amministratori locali al principe Colonna qualche anno dopo, come risposta alle proteste del principe contro le tasse a suo carico (ammontanti a circa un milione di lire).
Il 3 settembre 1896 il Comune di Marino si dotò della prima macchina da scrivere. La prima lettera fu inviata al re, Umberto I di Savoia. Due anni dopo, il 21 giugno 1898, il Consiglio comunale affidò alla Società Generale Italiana di telefoni e applicazioni elettriche (una delle più importanti società del settore, nazionalizzata nel 1907) l'attivazione della linea telefonica con Roma e gli altri Castelli Romani.
Nel 1898 fu deliberata la costruzione di un nuovo edificio per le scuole femminili comunali nell'area espropriata dal Comune molti anni prima degli ex-Giardini Colonna. Oggi in quell'area sorge il moderno plesso dell'istituto comprensivo statale "Giacomo Carissimi". L'anno seguente venne aperta la prima scuola elementare mista del territorio comunale, nella frazione di Frattocchie.
Il secolo si chiuse con una devastante grandinata nel 1899, che lasciò dietro di sé danni quantificati nella somma -enorme- di due milioni di lire. Un'altra grandinata, anche più pesante, colpì Marino nel 1904. Questi repentini eventi atmosferici colpivano duramente la produzione vitivinicola, principale risorsa del territorio.